# Pokémon Emerald
Pokémon Emerald Version (ポケットモンスター エメラルド, Poketto Monsutaa Emerarudo, tradução: Monstro de Bolso Emerald, ou Esmeralda, Emerarudo é um estrangeirismo escrito em katakana no japonês) é um jogo eletrônico de RPG de 2004, desenvolvido pela Game Freak, publicado pela The Pokémon Company e pela Nintendo para o Game Boy Advance. Foi lançado pela primeira vez no Japão em 2004 e mais tarde lançado internacionalmente em 2005. É uma versão aprimorada de Pokémon Ruby e Sapphire e é o jogo final da terceira geração da série de jogos eletrônicos Pokémon.
A jogabilidade e os controles praticamente não foram alterados em relação aos jogos anteriores da série; os jogadores controlam um Treinador Pokémon de uma perspectiva aérea. Tal como acontece com Ruby e Sapphire, o objetivo geral do jogador é atravessar a região de Hoenn e conquistar uma série de oito Ginásios Pokémon para desafiar a Elite dos Quatro e seu Campeão, enquanto a subtrama principal é derrotar duas organizações criminosas que tentam dominar um lendário Pokémon para seus próprios objetivos. Junto com Pokémon que estreou em Ruby e Sapphire, o jogo incorpora Pokémon Gold e Silver não apresentada em Ruby e Sapphire.
Recepção da Emerald foi geralmente positiva após a lançamento.

## Jogabilidade
A jogabilidade em Emerald é basicamente a mesma que em Ruby e Sapphire. Muito do jogo ocorre em um estilo indireto; os personagens dos jogadores podem se mover em quatro direções e falar com outras pessoas no mundo superior. Os jogadores podem encontrar Pokémon selvagens caminhando na grama, surfando em seus Pokémon, caminhando por cavernas e outros meios. Eles também podem lutar contra Pokémon de outros treinadores. Quando isso acontece, o jogo muda para uma tela de batalha onde os jogadores e seus Pokémon são vistos na parte frontal esquerda da tela, enquanto os oponentes são vistos na parte posterior direita. As estatísticas do Pokémon e de seus treinadores são mostradas ao lado de cada participante; essas estatísticas incluem os níveis do Pokémon, o número de Pokémon de cada treinador (de um a seis), a saúde do Pokémon e quaisquer efeitos de status, como veneno, paralisia ou queimadura. Os treinadores enviam o primeiro Pokémon em seu grupo e eles se revezam no ataque, onde o primeiro ataque é determinado geralmente pela velocidade dos dois Pokémon. Os jogadores podem escolher uma das quatro opções: Lutar, Sacola, Trocar e Correr. Cada Pokémon tem até quatro movimentos que podem ser usados, que têm diferentes efeitos, número de usos e tipos, como Grama ou Psíquico. Quando um Pokémon atinge o 0 pontos de vida (HP), eles desmaiam, forçando o treinador do Pokémon a mudar. Quando um treinador fica sem Pokémon, a batalha termina. Quando um Pokémon controlado por humanos vence uma batalha, o Pokémon ganha experiência. Experiência suficiente fará com que esse Pokémon ganhe um nível mais alto, o que garante estatísticas atualizadas–ataque, defesa, ataque especial, defesa especial, HP e velocidade– e às vezes garante novos movimentos.
Certas batalhas permitem batalhas dois contra dois; certos movimentos foram projetados para oferecer suporte a parceiros, enquanto outros movimentos são capazes de atacar dois ou mais Pokémon. Ao contrário de Ruby e Sapphire, em que o jogador lutava com dois treinadores específicos, o Emerald permitia que o jogador tivesse uma batalha 2-a-2 com dois treinadores, ambos os quais normalmente poderiam lutar separadamente. Cada Pokémon tem uma habilidade que geralmente ajuda na batalha, como habilidades que tornam um Pokémon mais poderoso se ele estiver perto de desmaiar. Pokémon selvagens encontrados pelos jogadores podem ser capturados usando itens chamados Pokébolas, que têm maior chance de sucesso quanto mais fraco for o Pokémon selvagem. Os jogadores podem lutar e negociar com outros usando qualquer um da terceira geração de jogos de Pokémon, incluindo Emerald, Ruby, Sapphire, FireRed e LeafGreen, vinculando seus sistemas Game Boy Advance. Isso pode ser feito usando um cabo de link Game Boy Advance ou o adaptador sem fio fornecido com FireRed e LeafGreen. Também é compatível com Pokémon XD: Gale of Darkness. Isso permite que os jogadores negociem por Pokémon que normalmente não são obtidos no Emerald.
Além do estilo tradicional de batalha e mundo superior, os jogadores Pokémon também podem participar de competições Pokémon onde podem tentar e ganhar em cinco categorias de concurso: "Legal", "Beleza", "Fofo", "Inteligente" e "Resistente" competições. Os personagens dos jogadores recebem um dispositivo chamado PokéNav, que permite aos jogadores visualizar o mapa-múndi, verificar as estatísticas de competição de seus Pokémon e fazer e receber ligações de treinadores que encontraram e com quem podem conversar ou planejar uma batalha. Isso substitui uma função chamada "Olhos do Treinador", que permite aos jogadores registrar certos treinadores e ver quando eles estão com vontade de lutar. Isso também permite que os jogadores lutem contra os Líderes de Ginásio, uma habilidade não encontrada em jogos anteriores de Pokémon. inclui vários outros novos recursos e mudanças, como animações de Pokémon em batalha e uma área chamada Battle Frontier, que é uma expansão da Battle Tower encontrada em jogos anteriores. Um homem que os jogadores encontram várias vezes ao longo do jogo irá eventualmente permitir que eles acessem a Battle Frontier após derrotar o Campeão da Liga Pokémon. As Battle Frontier apresenta a já mencionada Battle Tower, além de seis novas áreas. Completar essas áreas premia os jogadores com "Pontos de Batalha", que podem ser gastos em prêmios para usar dentro e fora da batalha. A versão japonesa oferece compatibilidade com o Nintendo e-Reader; no entanto, este foi cortado para o lançamento em inglês devido à sua falta de sucesso. Também é destaque a área do Trainer Hill que, na versão japonesa, é compatível com o e-Reader.[carece de fontes?] Pokémon raros que se originaram de jogos anteriores de Pokémon como Mew, Lugia e Ho-Oh foram disponibilizados por meio de um evento no jogo.[carece de fontes?]

## Enredo e história
O cenário e a história permanecem basicamente os mesmos de Ruby e Sapphire. Os jogadores podem escolher entre um menino ou uma menina, ambos com novos trajes com um esquema de cores verde, e um dos três Pokémon antes de partirem de sua cidade natal para o resto do mundo do jogo.
Os jogadores têm a tarefa de preencher seus Pokédex, capturando diferentes espécies de Pokémon e evoluindo-as. Eles também têm a tarefa de completar oito desafios de Ginásio e derrotar a Elite dos Quatro e seu campeão lutando contra seus Pokémon. Ao longo do caminho, eles fazem dois rivais: May ou Brendan, o filho do Pokémon Professor Birch, e Wally, uma criança tímida de Petalburg que o jogador ajuda a capturar seu primeiro Pokémon, um Ralts. Eles também encontram Wallace, o Campeão da região de Hoenn.
Ao longo de sua jornada, eles enfrentam ambos Equipe Magma e Equipe Aqua, que originalmente só podiam ser enfrentados em Ruby e Sapphire, respectivamente. Ambos têm o objetivo de mudar o mundo que acreditam beneficiar Pokémon–Magma deseja expandir a Magma e Aqua deseja expandir o mar– e ambos planejam realizar seus respectivos objetivos invocando os lendários Pokémon Groudon e Kyogre, respectivamente. Ambas as equipes fazem esforços repetidos para alterar a paisagem. A Equipe Magma tenta fazer um vulcão entrar em erupção e a Equipe Aqua tenta roubar um Pokémon que altera o clima.
Entre a visita do jogador à sétima e oitava academias, ambas as equipes invocam seus Pokémon lendários, respectivamente procurados, com orbes místicas roubadas do Monte. Pira; no entanto, o Pokémon se recusa a obedecer a qualquer uma das equipes e começa a lutar, o que coloca o mundo em um estado de constante mudança de secas e chuvas intensas. O jogador sobe uma torre para invocar o lendário Pokémon Rayquaza, que domina a fúria dos outros dois Pokémon.
Depois que o jogador derrota a Elite dos Quatro, eles são capazes de encontrar dois Pokémon voando sobre Hoenn, Latias e Latios, e podem acessar uma área chamada Battle Frontier, que adiciona vários novos desafios para o jogador. O jogador ganha acesso a uma batalha com o ex-Campeão Steven Stone em Meteor Falls, que usa uma versão aprimorada de sua equipe em Ruby e Sapphire. O jogador agora é capaz de pegar Kyogre e Groudon, que podem ser rastreados conversando com o cientista no Weather Institute.

## Desenvolvimento e promoção
Pokémon Emerald foi desenvolvido pela Game Freak e publicado pela Nintendo para o Game Boy Advance. Foi anunciado pela primeira vez na Revista Coro Coro. Possui compatibilidade com o Nintendo e-Reader e 83 cartões lançados para o Emerald em 7 de outubro de 2004. Esta funcionalidade foi removida das versões em inglês.[carece de fontes?] É a terceira versão do Ruby e Sapphire e segue uma tradição de terceiros lançamentos, por exemplo, Pokémon Yellow para Pokémon Red e Blue. O adaptador sem fio foi fornecido com cópias japonesas do Emerald; isso foi removido das versões em inglês do jogo.
A Nintendo fez várias promoções relacionadas ao Emerald. A Nintendo realizou uma competição para jogadores baseada no Emerald, onde os jogadores competem para ser o " Pokémon Emerald Ultimate Frontier Battle Brain". A competição aconteceu em sete áreas nos Estados Unidos e Canadá, onde 14 finalistas, dois de cada área, competiram em Seattle, Space Needle de Washington por uma viagem para dois ao Parque Pokémon em Nagoya, Japão. As pessoas também podiam concorrer a uma viagem ao Space Needle para assistir à competição. A competição girava em torno de curiosidades sobre personagens de Pokémon e suas habilidades. A Nintendo também introduziu um programa de pré-venda que daria àqueles que pré-encomendaram o jogo acesso exclusivo a um site Pokémon, um porta-latas de colecionador e um guia para o Battle Frontier. Uma edição limitada do Game Boy Advance SP foi lançada pela Nintendo que apresentava uma silhueta do Pokémon Rayquaza. Foi distribuído pela Nintendo no Japão exclusivamente em seu site "Pokémon Trainer Online" e nunca foi lançado fora do Japão. Ele foi destaque na lista da Official Nintendo Magazine de raros de consoles Pokémon. Jogadores que trouxeram seu Game Boy Advance com uma cópia de Emerald e um adaptador sem fio para o estande 2029 da Comic-Con International de 2005 receberam um item no jogo chamado Mystic Ticket, que permite aos jogadores a oportunidade de capturar Lugia e Ho-oh.

## Recepção

### Recepção crítica
Pokémon Emerald recebeu uma recepção geralmente positiva e detém pontuações agregadas de 76/100 e 76,65% no Metacritic e GameRankings, respectivamente. Ele recebeu um prêmio de excelência na nona premiação anual de jogos CESA. Craig Harris da IGN declarou que, embora ele não estava entusiasmado com Emerald, ele admitiu que era um jogo sólido e que era a melhor versão para obter para as pessoas que não tinham jogado Ruby ou Sapphire ainda. Christian Nutt da 1UP.com sentiu que era a versão definitiva do Pokémon na época, ainda era uma repetição. Phil Theobald da GameSpy sentiu que era um bom jogo em seu próprio direito, mas senti como se o mesmo jogo que o Ruby e Sapphire. Ryan Davisda da GameSpot observou que era uma experiência de qualidade apesar de ser semelhante ao Ruby e Sapphire e que os fãs hardcore podem apreciar as suas alterações. Corey Brotherson da Eurogamer sentiu que era um bom jogo em seu próprio direito, mas estava faltando em adições atraentes. Ele acrescentou, no entanto, que era um jogo melhor para jogadores novos na série. Laurie Blake da Nintendo Life fez uma revisão retroativa do Emerald; ela sentiu que os jogos Pokémon envelheceram bem, mas ainda parece como se estivessem em 1996. Ela afirmou ainda que as semelhanças entre ele e Ruby e Sapphire o impediam de ser obrigatório e ao mesmo tempo ser bom. Julia Reges da Allgame sentiu que o jogo tinha um monte de valor para os jogadores mais jovens, mas que os jogadores mais velhos podem ser desinteressado. Ela comparou as recriações dos jogos Pokémon da Nintendo as várias recriações de Star Wars.
Audrey Drake da IGN elogiou o jogo para a utilização de ambos os grupos vilão e chamou-lhe uma "partida marcada" de Ruby e Sapphire. Ela sentiu que a capacidade de lutar novamente contra Líderes de Ginásio criava um "desafio emocionante" para os jogadores. Ela também incluiu Emerald, ao lado de Ruby e Sapphire, em uma lista de jogos Game Boy Advance que ela queria ver no Nintendo 3DS eShop. Lucas M. Thomas da 1UP.com e IGN lamentou o fato de que ele tinha que jogar através de todo o jogo antes que ele pudesse jogar o Battle Frontier. Jeremy Parish listou Emerald como um dos melhores jogos para trazer para um avião. Companheira editora Kat Bailey da 1UP.com incluiu em sua lista de remakes que "deixou os originais no pó". Ela elogiou o Battle Frontier e suas correções para falhas encontradas em Ruby e Sapphire.

### Vendas
Emerald foi lançado em primeiro lugar no Japão, com 791.000 cópias vendidas na primeira semana e 372.000 cópias vendidas no primeiro dia. Foi o quarto jogo mais vendido no Japão em 2004. Vendeu 1,4 milhões no ano e ficou atrás de Dragon Quest V: Hand of the Heavenly Bride, Pokémon FireRed e LeafGreen (combinados) e Dragon Quest VIII: Journey of the Cursed King. A lista dos 1000 jogos eletrônicos mais vendidos no Japão em 2010 apresentou Emerald em 779 com 7.724 cópias vendidas para um total de 1.916.505 vendidas desde o lançamento. Foi o único jogo Game Boy Advance da lista. Mais de 146.000 pessoas encomendaram cópias do Emerald nos Estados Unidos. Emerald foi lançado nos Estados Unidos na posição número um em maio; seguiu-se em junho caindo para o segundo lugar abaixo de Grand Theft Auto: San Andreas no Xbox, com 265.000 cópias vendidas naquele mês.
Ele vendeu 1,72 milhão de cópias em todo o mundo em 1 de junho de 2005. Foi o segundo jogo mais vendido no primeiro semestre de 2005. Em uma pesquisa conduzida pelo IGN, os leitores classificaram o Emerald como o jogo Game Boy Advance mais popular para a temporada de férias de 2005. Ficou em segundo lugar em todo o ano de 2005, abaixo de Madden NFL 06. No final de 2005, tinha vendido 1,2 milhões na Europa e quase 5 milhões em todo o mundo. Até o momento, é um dos três jogos mais vendidos do Game Boy Advance. Suas vendas até o momento totalizaram 6,32 milhões no ano fiscal de 2007. Em novembro de 2005, a Nintendo Power relatou erroneamente que "as vendas totais [da Emerald] excederiam o valor de uma esmeralda real do tamanho de Netuno."